# Indiana Jones et le Mystère de l'Atlantide
Indiana Jones et le Mystère de l'Atlantide (Indiana Jones and the Fate of Atlantis en version originale) est un jeu d'aventure en pointer-et-cliquer publié en 1992 par LucasArts. Il fait suite à Indiana Jones et la dernière croisade et est le septième jeu utilisant le moteur SCUMM. Le joueur y incarne Indiana Jones dans sa quête pour retrouver la cité engloutie de l’Atlantide. Pour cela, il est assisté par Sophia Hapgood, une ancienne collègue archéologue dotée de capacités psi. Les deux héros sont poursuivis par les Nazis qui cherchent à utiliser le pouvoir de l’Atlantide comme arme de guerre. Le scénario du jeu est l’œuvre de Hal Barwood et Noah Falstein, les deux concepteurs du jeu, ces derniers ayant rejeté l’idée de baser l’histoire sur le script inutilisé d’un film de la série. Comme dans les précédents jeux d’aventures de LucasArts, le joueur doit explorer différents environnements et interagir avec des objets et des personnages en utilisant des commandes choisies parmi une série de verbes prédéfinis. Il est possible de terminer le jeu de trois façon différentes, celle-ci influençant l’histoire mais aussi le gameplay et les énigmes.
À sa sortie, le jeu est accueilli élogieusement par la presse spécialisée, plusieurs publications le désignant comme le meilleur jeu d’aventure de l’année. Le jeu se vend au total à plus d’un million d’exemplaires et reste aujourd’hui considéré comme un classique du genre. Deux concepts de suites ont été imaginés à l’époque mais ces projets ont finalement été abandonnés en raison de problèmes survenus au cours du développement. Leurs scénarios ont cependant été en partie repris dans deux séries de bande dessinée Dark Horse Comics créées respectivement par Lee Marrs et Elaine Lee. Un an après la sortie de la version originale sur disquette, le jeu est publié sur CD-ROM dans une édition améliorée, incluant notamment un doublage des personnages et des effets sonores numérisés. En 2009, cette dernière version est publiée comme un bonus débloquable du jeu vidéo d’action Indiana Jones et le sceptre des rois sur Wii ainsi que sur la plateforme Steam.

## Trame
Indiana Jones et le mystère de l'Atlantide se déroule en 1939, pendant les prémices de la Seconde Guerre mondiale. À la requête d’un visiteur du nom de Mr. Smith,  Indiana Jones tente de retrouver une statuette dans les archives de son lycée. Après l'avoir trouvée, Smith, Marcus et Jones ouvrent l'objet, révélant ainsi une petite perle de métal. Smith sort alors un pistolet avant de s’enfuir avec les deux objets. Jones arrache cependant son manteau dans lequel se trouve un passeport. Smith est en fait Klaus Kerner, un agent secret du Troisième Reich. Jones et Marcus découvrent également un article d’un vieux magazine concernant une expédition au cours de laquelle Indy a collaboré avec une jeune femme, Sophia Hapgood, qui a depuis abandonné l’archéologie pour devenir médium. Craignant qu’elle ne soit la cible suivante de Kerner, Indy se rend à New York afin de la prévenir et d’en apprendre un peu plus sur la statue. Arrivé là-bas, il interrompt sa conférence sur la culture et la chute de l'Atlantide, puis se rend avec elle à son bureau. Il s'avère que Kerner l’a déjà fouillé de fond en comble afin de retrouver le collier Atlante que Sofia garde heureusement toujours sur elle. Elle possède également une perle de métal identique à celle de la statuette, qu’elle place sur la bouche de son médaillon afin d’invoquer l’esprit du dieu Atlante Nur-Ab-Sal. Elle explique ensuite qu’un scientifique Nazi, le docteur Hans Ubermann, cherche à s’emparer du pouvoir de l’Atlantide afin de l’utiliser comme source d’énergie pour la guerre imminente. Elle reçoit alors un message télépathique de Nur-Ab-Sal qui lui ordonne de retrouver le dialogue perdu de Platon, l’Hermocrate, qui peut les conduire jusqu’à la cité disparue. Après avoir cherché des informations à son sujet, Indy et Sofia le retrouvent dans la collection du lycée Barnett. Après y avoir corrigé une erreur de traduction, ils découvrent que l’Atlantide se trouve dans la mer Méditerranée, à 300 miles de la Grèce. Ils apprennent également que pour accéder à la cité et à ses colonies, trois pierres spéciales sont nécessaires. Le joueur doit alors choisir entre trois chemins différents — le mode équipe, le mode énigme et le mode action — qui influencent la manière dont ils récupèrent les pierres.
Dans tous les cas, Sophia est capturée par les nazis et Indy parvient à l’entrée sous-marine de l’Atlantide près de Thera. Les trois modes convergent alors et Indy commence à explorer la cité. Il parvient à libérer Sophia avec qui il se rend au centre de l’Atlantide où le médaillon les guide jusqu’à la demeure de Nur-Ab-Sal. Ce dernier prend alors possession de Sophia mais Indy parvient à la libérer de l’emprise du dieu. Continuant d’explorer la cité, ils découvrent la machine construite par les Atlantes pour devenir des divinités, mais les Nazis ne tardent pas à envahir les lieux. Ubermann et Kerner annoncent alors leur intention d’utiliser celle-ci pour se transformer en dieux, mais sous l’influence d’Indy, ils ne l’utilisent pas correctement et meurent à la suite de la transformation. Dans l'une des trois des fins du jeu, le protagoniste subit une de ces transformations après n’avoir pas réussi à convaincre Ubermann d’utiliser la machine ou si Sophia n'a pas été libéré de sa prison ou de l'influence de Nur-Ab-Sal. Dans la fin heureuse, l’Atlantide est détruite par l'éruption d’un volcan alors que les deux héros s’enfuient de la cité.

## Système de jeu
Indiana Jones et le mystère de l'Atlantide est un jeu d'aventure graphique en deux dimensions se jouant en vue à la troisième personne. Via une interface en pointer-et-cliquer, le joueur dirige Indiana Jones et doit résoudre des énigmes pour progresser dans le jeu. Pour interagir avec son environnement, il doit utiliser sa souris pour sélectionner une des neuf commandes disponibles (comme « utiliser » ou « parler à »), puis cliquer sur l'objet ou le personnage sur lequel il souhaite effectuer l'action,.
Au début d’une partie, le joueur se voit proposer trois modes de jeu différents, chacun bénéficiant de ses propres scènes cinématiques, énigmes et lieux à visiter : le mode équipe, le mode énigme et le mode action,. Dans le premier mode, Indiana Jones est accompagné par Sophia Hapgood qui lui apporte son aide tout au long du jeu. Le mode énigme propose de nombreuses énigmes particulièrement complexes. Enfin, le troisième mode se focalise sur les séquences d’actions et les bagarres à coup de poings, ces dernières pouvant être évitées dans les autres modes de jeu,. De manière atypique pour un jeu d’aventure LucasArts, le personnage principal peut mourir, les situations dangereuses étant cependant clairement reconnaissables. Un système de points, les « Indy Quotient Point », permet d’assurer un suivi des énigmes résolues, des obstacles surmontés et des objets importants ayant été découverts.
Le jeu contient également une fin alternative. Elle n'arrive que si le joueur ne sauvegarde pas la partie après le niveau ou si Sophia est possédée par Nur-Ab-Sal. Indy est sur le point de subir la transformation, mais Sophia intervient, poussée par l'esprit de Nur-Ab-Sal. Elle subit la transformation et disparaît. Indy s'enfuit à temps et se demande pourquoi Sophia ne l'a pas écouté.

## Développement

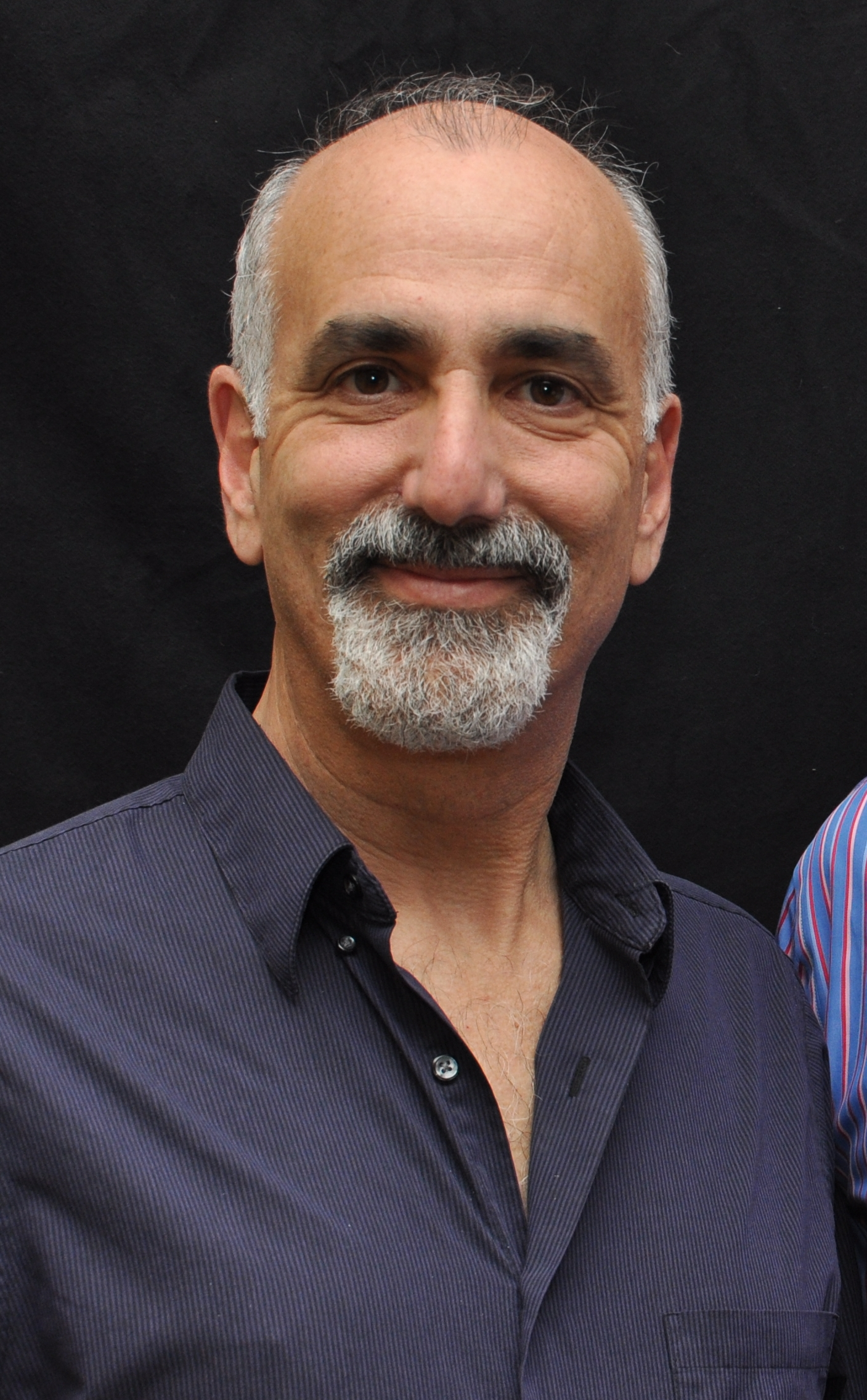
Noah Falstein, un des concepteurs du jeu.

Lorsque Lucasfilm Games décide de créer une suite de Indiana Jones et la dernière croisade, la majeure partie de l’équipe de développement du studio est en train de travailler sur The Secret of Monkey Island et The Dig,. Du fait de son expérience comme producteur et scénariste de films, le concepteur Hal Barwood est nommé chef de projet malgré son manque d’expérience dans la conception de jeu vidéo,. Lucasfilm souhaite au départ créer un jeu fondé sur un script, rejeté, écrit par Chris Columbus pour le troisième film de la série, dans lequel Indiana Jones part à la recherche d’artefacts chinois en Afrique,. Hal Barwood n’est cependant pas convaincu par ce script et il demande à Lucasfilm l’autorisation d’écrire un nouveau scénario. Avec Noah Falstein, il se rend alors à la bibliothèque du Skywalker Ranch afin de trouver des éléments pouvant lui permettre de développer une histoire inédite qui soit à la hauteur de celles ayant fait le succès de la franchise au cinéma. Ils décident finalement de s’inspirer du mythe de l’Atlantide après avoir consulté un livre sur les mystères irrésolus dans lequel la cité est décrite comme étant composée de trois cercles concentriques. Pour écrire le scénario, les deux concepteurs consultent de nombreux ouvrages pseudo-scientifiques traitant de ce mythe. Pour les éléments mythologiques du jeu, comme la description de la cité et l’apparence du métal orichalque, ils s’inspirent principalement des dialogues de Platon, Timée et Critias, et d’un livre d’Ignatius Loyola Donnelly intitulé Atlantis: The Antediluvian World, ayant contribué à un regain d'engouement pour la mythologie au XIXe siècle. Les propriétés magiques de l’orichalcum et les technologies Atlantes décrites dans le jeu sont partiellement issues des études de la spiritualiste russe Helena Blavatsky sur les forces du vril. Le colosse géant produisant des dieux est inspiré d’un système de concentration de puissance, la firestone, décrit par l'auteur américain Edgar Cayce.
Après avoir décrit les grandes lignes de l’histoire, Barwood écrit le script pendant que l’équipe commence à créer les énigmes et à concevoir les environnements du jeu,. Pour la conception des artefacts atlantes imaginés par William Eaken, l’artiste en chef du projet, ils s’inspirent de ceux de la civilisation minoenne, le jeu sous-entendant que les minoens se sont eux-mêmes inspirés des atlantes,. Barwood prévoit également de donner une influence extra-terrestre à la civilisation atlante, leurs machines devant sembler fonctionner grâce à des mécanismes inconnus plutôt que grâce à la magie (bien que selon la troisième loi de Clarke les deux soient en principe indiscernables). La majorité des décors en 256 couleurs (32 couleurs pour la version Amiga) sont dessinés à la souris avec Deluxe Paint, les 10% restants, réalisés à la fin du développement, ayant été obtenus en scannant des peintures. Du fait de modifications régulières dans le design du jeu, les décors ont souvent été retravaillés par les artistes du studio. Les animations des personnages sont obtenues par rotoscopie de séquences vidéo de Steve Purcell pour Indiana et de Collette Michaud pour Sophia. Au cours du développement, Barwood a également fait appel à l’équipe artistique, constituée de Eaken, James Dollar et Avril Harrison, pour l’aider à concevoir les énigmes les plus graphiques du jeu, comme celle du robot cassé de l’Atlantide,. L’intégration de trois voies distinctes dans le jeu est suggérée par Falstein. L’implémentation de son idée nécessite six mois de travail supplémentaires à cause des dialogues ayant été ajoutés pour les interactions entre Indiana et Sophia. Au total, le développement dure environ deux ans, entre début 1990 et la sortie du jeu sur disquette en juin 1992,.
L’illustration de la boîte du jeu est inspirée des affiches de films créées par Drew Struzan. Elle est l’œuvre de Eaken qui l’a dessinée en trois jours à la suite d'un désaccord, avec le département marketing et un directeur artistique, sur le concept à utiliser,,.

## Versions
Les versions Amiga et PC disquettes sont sorties en France et traduites en français. Elles comportent la boite, la notice, la carte de référence et les disquettes de jeu. Le seul aspect du jeu sur lequel Barwood n’a pas été sollicité est le doublage réalisé pour la version améliorée publiée sur CD-ROM en mai 1993, celui-ci ayant été coordonné par Tamlynn Barra,. Le doublage des 8000 lignes de dialogues du jeu est réalisé par des acteurs de l’American Federation of Television and Radio Artists en quatre semaines environ. Harrison Ford n’étant pas disponible pour l’enregistrement, il est remplacé par l’acteur Doug Lee.
Une nouvelle version du jeu est plus tard incluse comme un mode de jeu supplémentaire de Indiana Jones et le Sceptre des rois, un jeu d’action publié sur Wii en 2009. Une version fonctionnant sous Windows XP, Windows Vista et Mac OS X est également distribuée en téléchargement sur la plate-forme Steam depuis la même année. Ces dernières intègrent des versions améliorées des pistes MIDI de la bande originale.

## Accueil
| Indiana Jones et le mystère de l'Atlantide |      |       |
| Média                                      | Nat. | Notes |
| Dragon Magazine                            | US   | 5/5   |
| The One                                    | GB   | 88 %  |
| Amiga Computing                            | GB   | 88 %  |
| Amiga Format                               | GB   | 92 %  |
| Commodore User                             | GB   | 93 %  |
| Joystick                                   | FR   | 94 %  |
| Gen4                                       | FR   | 94 %  |
| Rétrospective                              |      |       |
| Adventure Gamers                           | US   | 4,5/5 |
| Adventure Classic Gaming                   | US   | 4/5   |
| Jeuxvideo.com                              | FR   | 18/20 |

À sa sortie, Indiana Jones et le mystère de l'Atlantide est acclamé par la presse spécialisée et le jeu connait un important succès commercial avec plus d’un million d'exemplaires vendus toutes plateformes confondues. Les critiques des magazines Game Informer, Computer Game Review, Games Magazine et Game Players Magazine le désignent comme le meilleur jeu d’aventure de l’année, et il reste considéré comme un classique du genre,.
Au niveau de la réalisation, le journaliste de Computer Gaming World salue les graphismes et la variété des décors du jeu, et bien qu’il regrette que les personnages soient trop pixélisés ou encore l'absence de doublage, il conclut que le jeu est très bien réalisé. Ce constat est partagé par la critique du New Straits Times qui loue notamment ses couleurs, ses animations et l’attention que les développeurs ont portée aux détails. Le magazine QuestBuster juge que le jeu est « magnifique en 256 couleurs ». Il salue également le travail réalisé par le studio en matière de musique et d’effets sonores en expliquant que ces derniers contribuent à la sensation d’être dans un film.
En matière de gameplay, les critiques mettent généralement en avant l’introduction de trois modes de jeu différents. Pour Charles Ardai du magazine Computer Gaming World, ces derniers permettent en effet au jeu de correspondre exactement aux attentes des joueurs. De leur côté, les journalistes du magazine Dragon jugent que cette option augmente significativement la rejouabilité du jeu, et précisent que le mode équipe est d’après eux le plus réussi. Ce constat est partagé par la critique du New Straits Times qui le considère également comme le meilleur mode de jeu. Les énigmes du jeu sont également jugées réussies. Ainsi le journaliste du magazine QuestBuster considère qu’elles sont créatives et salue le fait qu’elles puissent être résolues de plusieurs manières. De son côté, la critique du magazine Dragon note que celles-ci nécessitent une certaine réflexion.

## Erreurs historiques
- Lors du passage à Alger, l'Algérie est représentée comme si elle était le pays tel qu'il est aujourd'hui, alors que jusqu'en 1962 elle faisait partie de la France (elle n'était pas considérée comme une colonie). De plus Indiana Jones mentionne l'utilisation de dinars pour payer ses achats, alors qu'à l'époque la monnaie était le Franc Algérien, et ce jusqu'en 1964.

## Postérité
Après le succès d'Indiana Jones et le mystère de l'Atlantide, LucasArts décide en 1993 de développer une nouvelle suite et propose le projet à Hal Barwood. À la suite de son refus, la conception du jeu, baptisé Indiana Jones and the Iron Phoenix, est finalement prise en main par Joe Pinney jusqu’à son départ du studio, le projet étant alors confié à Aric Wilmunder. Le scénario du jeu prend place après la Seconde Guerre mondiale, alors qu’Indiana Jones, aidé par la commandante russe Nadia Kirov, tente d’empêcher les Nazis de ressusciter Adolf Hitler avec la pierre philosophale,. Une grande partie des développeurs du studio étant occupés sur d’autres projets, LucasArts envisage de faire appel à une société canadienne pour les assister dans le développement. Après trois mois d’échanges, ils se rendent cependant compte que leur travail n’est pas d’une qualité suffisante et la collaboration est abandonnée. Pour ne rien arranger, Sean Clark assigne Aric Wilmunder au développement de The Dig et celui est donc débordé. Il doit également faire face à un conflit entre le responsable des décors et celui des animations qui ne parviennent pas à se mettre d’accord sur le style graphique du jeu. Après quinze mois de développement, le jeu est tout de même présenté au public lors de l’European Computer Trade Show de 1995. L’équipe découvre alors que, compte tenu des thèmes du jeu, il ne sera jamais autorisé à la vente en Allemagne. Pour LucasArts, il est cependant impossible de faire l’impasse sur ce pays qui représente une part importante du marché des jeux d’aventure. La direction considère donc que le jeu ne sera pas rentable et il est donc annulé. Le scénario du jeu est plus tard adapté en une série de quatre comics publiée par Dark Horse Comics,. D’après certaines sources, LucasArts envisage plus tard de développer une nouvelle suite, baptisée Indiana Jones and the Spear of Destiny, dont l’intrigue imaginée par Aric Wilmunder envoie Indy à la recherche de la Sainte Lance. Son développement n’a jamais été confirmé par LucasArts mais, comme celui d’Iron Phoenix, son scénario est plus tard adapté en une nouvelle série de comics publiée par Dark Horse Comics.
Un jeu d'action dérivé a également vu le jour en 1992 : Indiana Jones and the Fate of Atlantis: The Action Game. Sorti sur Amiga, Atari ST, Commodore 64 et Amstrad CPC, il reprend la trame du jeu d'aventure mais sous forme de jeu en 3D isométrique. Il n'a pas été aussi bien accueilli.